# Atochares
Atochares es una localidad y pedanía española del municipio de Níjar, en la provincia de Almería, comunidad autónoma de Andalucía. Se ubica en el mismo Campo de Níjar. Su población en 2024 fue de 759 habitantes (INE).

## Historia
Es descendiente de los antiguos poblados de colonización, iniciados a principios de los años 60 como consecuencia de la colonización agraria del municipio de Níjar (IRYDA).

## Economía
Se basa en la agricultura intensiva de cultivo en invernadero de hortalizas y vegetales.

## Monumentos
Destaca la Iglesia de esta pedanía y su escalera, ambas construidas en el periodo de colonización.

## Deportes
El pueblo dispone de una pista polideportiva reformada en los últimos años y un campo de fútbol de tierra, el cual es el más antiguo de todo el municipio, aunque no se usa para competiciones oficiales. 
- Fútbol: El equipo es el Atlético Bellavista, aunque en los últimos años juega como local sus partidos fuera de la localidad en el campo de futbol Manuel López López de San Isidro, donde actualmente compite en 1º Andaluza
- Dispone también de un equipo de fútbol veterano, llamado Atochares Asociación de Veteranos, que durante los últimos años compite en las distintas competiciones.[3]